# Anja Huber-Selbach
Anja Huber-Selbach (Berchtesgaden, 20 de mayo de 1983) es una deportista alemana que compite en skeleton. 
Participó en los Juegos Olímpicos de Vancouver 2010, obteniendo la medalla de bronce en la prueba femenina individual. Ganó cinco medallas en el Campeonato Mundial de Skeleton, en los años 2008 y 2015, y siete medallas en el Campeonato Mundial de Skeleton entre los años 2007 y 2014.

## Palmarés internacional
| Juegos Olímpicos   | Juegos Olímpicos      | Juegos Olímpicos  | Juegos Olímpicos |
| Año                | Lugar                 | Medalla           | Prueba           |
| ------------------ | --------------------- | ----------------- | ---------------- |
| 2010               | Vancouver (Canadá)    | Medalla de bronce | Individual       |
| Campeonato Mundial |                       |                   |                  |
| Año                | Lugar                 | Medalla           | Prueba           |
| 2008               | Altenberg (Alemania)  | Medalla de oro    | Individual       |
| 2008               | Altenberg (Alemania)  | Medalla de oro    | Equipo mixto     |
| 2011               | Königssee (Alemania)  | Medalla de plata  | Individual       |
| 2011               | Königssee (Alemania)  | Medalla de plata  | Equipo mixto     |
| 2015               | Winterberg (Alemania) | Medalla de plata  | Equipo mixto     |
| Campeonato Europeo |                       |                   |                  |
| Año                | Lugar                 | Medalla           | Prueba           |
| 2007               | Königssee (Alemania)  | Medalla de oro    | Individual       |
| 2008               | Cesana (Italia)       | Medalla de oro    | Individual       |
| 2010               | Igls (Austria)        | Medalla de oro    | Individual       |
| 2011               | Winterberg (Alemania) | Medalla de plata  | Individual       |
| 2012               | Altenberg (Alemania)  | Medalla de oro    | Individual       |
| 2013               | Igls (Austria)        | Medalla de bronce | Individual       |
| 2014               | Königssee (Alemania)  | Medalla de bronce | Individual       |